# Аксель Данський
Аксель Данський (дан. Axel af Danmark), повне ім'я Аксель Кріс іан Георг, принц Данії та Ісландії (дан. Axel Christian Georg, prins af Danmark), (12 серпня 1888, Копенгаген—14 липня 1964, Копенгаген) — принц Данії та Ісландії з династії Глюксбургів, віце-адмірал Данського Королівського флоту, член Міжнародного олімпійського комітету з 1932 року, голова ради директорів Східно-Азійської компанії з 1937 року. Певний час очолював «Скандинавські авіалінії».

## Біографія
Аксель народився під час правління свого діда короля Данії Кристіана IX. Батьками новонародженого були принц Вальдемар Данський та його дружина Марія Орлеанська. В сім'ї вже зростав старший син Оге, а згодом народилися молодші: Ерік, Вігго та Маргарет. Жили вони у Жовтому палаці в районі Фредерікстад або за містом, в палаці Бернсторфф, що з 1906 став їхньою літньою резиденцією.
За два роки до народження Акселя, його батькові був запропонований болгарський престол. Проте Вальдемар відмовився і королем Болгарії став Фердинанд Саксен-Кобург-Готський.
Батьки доповнювали одне одного, їхній союз був гармонійним. Вальдемар мав простий та тихий характер, його пристрастю були мандрівки та морська служба. Під час його подорожей дім був відкритий для художників, політиків та моряків. Марія була імпульсивною, енергійною та дотепною жінкою, відомою незалежними поглядами та манерою екстравагантно вбиратися. Дуже полюбляла малювати та фотографувати. Дітям надавалося вільне виховання, в родині домінували смак та звички матері. 1909 вона раптово померла від грипу.
У 1912 Аксель отримав ліцензію пілота, що була десятою, виданою в країні.

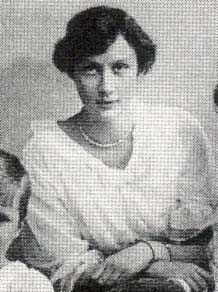
Маргарита Шведська

У віці 30 років принц Аксель побрався із 19-річною Маргаритою Шведською, старшою донькою герцога Карла Вестерготландського. Шлюб був укладений через обопільне кохання. Весілля відбулося 22 травня 1919 у катедральному соборі Стокгольма. Місто вітало молодят пишними урочистостями. Як весільний подарунок від батьків нареченого, пара отримала Bernstorffshøj, маєток поблизу палацу Бернсторфф. Там вони і оселилися відразу після весілля. За одинадцять місяців у них народився первісток, якого нарекли ім'ям Георг Вальдемар Карл Аксель. Всього ж у подружжя було двоє дітей. У 1920 принц став президентом данського королівського клубу автолюбителів. Цю посаду він обіймав до 1938.
З 1925 почав працювати у Східно-Азійській компанії.
У 1930 Аксель та Маргарита супроводжували кронпринца Фредеріка та принца Кнуда у їхній подорожі на території Азії.
1932-го був обраний членом Міжнародного Олімпійського комітету. За час виконання своїх обов'язків Аксель здолав 160,000 км по всьому світу, здійснюючи робочі поїздки. В цей же час він став керуючим Східно-Азійської компанії.
У червні 1936 дім подружжя дуже постраждав від пожежі, що виникла через неуважність покоївки, яка забула вимкнути праску. Аксель вирішив відновити та збільшити будинок. Головним архітектором він зробив Хельвега Меллера. Оскільки хазяїн був морським офіцером, будівля була оформлена у відповідному стилі.
1937-го Акселя було обрано головою ради директорів Східно-Азійської компанії, після смерті Ганса Нільса Андерсена.
За два роки помер його батько, залишивши сину палац Бернсторфф. Проте Аксель забажав залишитися у затишному Bernstorffshøj.

Прапор Східно-Азійської компанії

У 1940 він став одним із хрещених батьків новонародженої Маргрете Александріни, майбутньої королеви Маргрете II.
Під час німецької окупації будинок Акселя використовувався як місце зустрічі членів Опору. Проте відвідувачі здалися німцям підозрілими, і Акселя було узято під домашній арешт.
1944 вони з Маргаритою відзначали срібне весілля. З цієї нагоди у саду вони висадили горіхове дерево.
1947 вся родина була присутня на весіллі принцеси Єлизавети Віндзорської та Філіпа Маунтбаттена. Наступного року принц представляв Фредеріка IX на урочистостях з нагоди вцарювання королеви Нідерландів Юліани. У 1953 Аксель та Маргарита представляли Данію на коронації Єлизавети II.
Того ж року Аксель залишив керування Східно-Азійською компанію, проте зберігаючи посаду голови правління.
Він помер 14 липня 1964 у копенгагенському шпиталі у віці 75 років. Дружина пішла з життя тринадцять років потому. Обоє поховані на території землі палацу Бернстофф поруч із синами та невістками.

## Родина
Дружина — Маргарита Шведська
Діти:
- Георг (1920—1986) — принц Данії та Ісландії, був одружений з Анною Данською, дітей не мав;
- Флеммінг (1922—2002) — граф Розенборг, був одружений з Еліс Рут Нільсен, мав четверо дітей.

## Нагороди
- Орден Слона;
- Орден Данеборг;
- Орден Чорного орла;
- Орден Святого Олафа
- Коронаційна медаль Королеви Єлизавети II
- Орден Серафимів.